# Ribeira Nova (São Caetano)
Ribeira Nova (São Caetano) é um curso de água português localizado no concelho da Madalena, ilha do Pico, arquipélago dos Açores.
Este curso de água tem origem a uma cota de altitude de cerca de 1000 metros, na cercania da elevação do Queiró. O seu curso de água que desagua no Oceano Atlântico, fá-lo entre as localidades da São Caetano e Terra do Pão, junto à Ponte de São Mateus. 
Atravessa, tal como a sua congénere, a Ribeira Grande uma área densamente florestada onde se encontra uma rica e variada floresta típica da macaronésia.